# Barta Márton
Barta Márton (Szombathely, 1999. október 13. –) junior világbajnok magyar úszó.

## Nemzetközi eredmények
- 2016-os junior úszó-Európa-bajnokság, 400 méter vegyes – ezüst
- 2016-os junior úszó-Európa-bajnokság, 200 méter vegyes – ezüst
- Georgia High School, State Champion 2016, 200 méter vegyes[1]
- 2015. évi nyári európai ifjúsági olimpiai fesztivál 400 méter vegyes – arany
- 2015. évi nyári európai ifjúsági olimpiai fesztivál 4 × 100 méter gyorsváltó – bronz
- Közép-európai országok junior versenye 2015, 200 méter vegyes – arany[2]
- Közép-európai országok junior versenye 2015, 400 méter vegyes – ezüst[2]
- International Children's Games 2014, Lake Macquire, 200 méter pillangó, 200 méter gyors és 200 méter vegyes – arany[3]

## Hazai eredmények
- Korosztályos csúcstartó: 200 méter vegyes 16 és 17 éves korosztályban, 50 méteres medencében[4]
- Korosztályos csúcstartó: 400 méter vegyes 14 éves korosztályban, 25 méteres medencében
- Vas megye csúcstartója 78 számban

## Klubok
- Szombathely Vízmű SC
- SWAT Swim Atlanta Georgia

## Tanulmányok
- Nagy Lajos Gimnázium Szombathely
- Brookwood High School, Snellville, Georgia

## Díjai, elismerései
- Lóránt Gyula-díj (2017)[5]